# La Dafne
La Dafne è un'opera del compositore Marco da Gagliano su libretto di Ottavio Rinuccini.

## L'opera
La Dafne è l'opera che rese famoso in quell'epoca il nome di Marco da Gagliano, composta sul medesimo testo di Ottavio Rinuccini, già posto in musica  da Jacopo Peri e per l'occasione riveduto; l'opera fu rappresentata la prima volta a Mantova  nel gennaio 1608, con interpreti celebri, quali la giovanissima Caterina Martinelli e Francesco Rasi, e poi ripresa successivamente anche a Firenze. Gagliano si attiene al modo del recitar cantando adottato anche da Jacopo Peri, il quale in una lettera a Ferdinando Gonzaga, lodò l'opera, e ne fece anche una prefazione nelle prime pagine della composizione, ribadendo i concetti fondamentali della complessità del testo, nell'uso corretto degli abbellimenti, dell'equilibrio fra voce e strumenti, di una armonica costruzione dello spettacolo, al quale devono contribuire in pari misura musicale, testo poetico, gesto, scenografia. Nella Dafne si alternano al recitativo numerosi interventi del coro. L'ottava "Chi da'lacci d'amor viene disciolto" e l'aria finale di Apollo "Non curi la mia pianta o fiamma o gelo" sono in stile fiorito e richiedono "l'esquisitezza del canto".

## Struttura
- Sinfonia (ripresa anche in Ballo di donne turche in Gagliano, Musiche, Venezia 1615)

Prologo
Un paesaggio greco ai piedi dell'Olimpo. Il poeta Ovidio parla nel suo prologo del dio Apollo che piange la Metamorfosi della sua amata.
- Prologo "Da' fortunati campi, ove immortali" (Ovidio)

Scena prima
Le ninfe e i pastori pregano gli dei di liberarli dal terribile mostro, che distrugge le loro greggi e avvelena i loro campi. Apollo appare ed uccide il drago con il suo arco invincibile.
- "Tra queste ombre segrete" (Pastore I, Pastore II, Ninfa I, Tirsi, Coro di ninfe e pastori).
- "Ohimè! che veggio, o Divo, o Nume eterno" (Coro di Ninfe e Pastori).
- "Pur giacque estinto al fine" (Apollo).
- "Almo Dio, che'l carro ardente" (Coro di Ninfe e Pastori).

Scena seconda
Apollo incontra Venere con Amore, il suo figlio cieco. Questi decide che la sua prossima vittima sarà Apollo, che lo deride, e di non riposare prima di aver colpito con la sua freccia anche il cuore di lui.
- "Che tu vada cercando o giglio o rosa" (Amore, Venere, Apollo).
- "Nudo Arcier, che l'arco tendi" (Coro di Ninfe e Pastori).

Scena Terza
Dafne, che si trova a caccia, viene a sapere dai pastori come Apollo ha ucciso il drago. Apollo appare e tenta inutilmente di conquistare la bella ninfa. Mentre Dafne fugge nel bosco, il vendicativo Amore trionfa su Apollo, sua vittina.
- "Per queste piante ombrose" (Dafne, Pastore I, Pastore II).
- "Ogni ninfa in doglie e'n pianti" (Coro di Ninfe e Pastori).
- "Deh, come lieto in queste piagge torno" (Apollo, Dafne, Pastore II, Tirsi, Amore, Pastore I).
- "Una al pianto in abbandono" (Coro di Ninfe e Pastori).

Scena quarta
Amore trionfa della sua vittoria e si propone come sua prossima "vittima" la superba Dafne fuggente, che non vuol sentire parlare d'amore. Venere appare e viene a sapere dal figlio che ormai anche Apollo è stato colpito dalla sua freccia.
- "Qual dei mortali o dei celesti a scherno" (Amore, Venere).
- "Non si nasconde in selva" (Coro di Ninfe e Pastori).

Scena quinta
Apollo appare ai pastori e alle ninfe piangenti e compiange la metamorfosi dell'amata ninfa. Le ninfe e i pastori pregano Amore di preservarli da un destino simile.
- "Qual nuova meraviglia" (Tirsi, Pastore I, Pastore II).
- "Piangete Ninfe, e con voi pianga Amore" (Ninfa I).
- "Sparse più non vedrem di quel fin oro" (Pastore I e II).
- "Piangete Ninfe, e con voi pianga Amore" (Coro di Ninfe e Pastori, Pastore I).

Scena sesta 
- Ma, vedete lui stesso (Tirsi, Apollo).

Ballo
- "Bella Ninfa fuggitiva" (Coro di Ninfe e Pastori).